# Helen Oyeyemi
Helen Oyeyemi (ur. 10 grudnia 1984 r. w Nigerii) – brytyjska pisarka pochodzenia nigeryjskiego. Jej prozę cechują przewrotne nawiązania do baśni i folkloru.

## Życiorys
Helen Oyeyemi urodziła się w Nigerii, a w wieku czterech lat przeniosła się wraz z rodzicami do Londynu. Swoją debiutancką powieść Mała Ikar napisała pod koniec szkoły średniej w ciągu siedmiu tygodni. Prawa do książki zakupiło brytyjskie wydawnictwo Bloomsbury, a kilka miesięcy później siedemnastu wydawców zagranicznych. W roku 2005 Oyeyemi została nominowana do British Book Award.
Oyeyemi w 2006 roku ukończyła politologię na Corpus Christi College w Cambridge. Tam też dwie z jej sztuk teatralnych, Juniper's Whitening i Victimese, zostały wystawione przez studentów, co zaowocowało publikacją w wydawnictwie Methuen. Za powieść White is for Witching otrzymała w 2010 roku brytyjską nagrodę literacką Somerset Maugham Award.
Druga książka Oyeyemi The Opposite House ukazała się w Wielkiej Brytanii 7 maja 2007 roku nakładem wydawnictwa Bloomsbury.
Autorka odwiedziła Polskę w dniach 18-22 maja 2007 roku w ramach programu Faces & Places – New British Writing. Pisarka spotkała się z czytelnikami w Lublinie, Warszawie, Toruniu i Łodzi, promując w ten sposób powieść Mała Ikar, wydaną w Polsce w kwietniu 2007 roku.
W roku 2013 Oyeyemi znalazła się na liście najlepszych młodych brytyjskich pisarzy według magazynu literackiego „Granta”. Jej powieść Boy, Snow, Bird z 2014 roku była w finale nagrody literackiej Los Angeles Times. W 2017 roku Oyeyemi została jednym z jurorów The Man Booker International Prize 2018.
Od 2013 roku mieszka w Pradze.

## Twórczość

### Powieści
- 2005: Mała Ikar (The Icarus Girl), polskie wydanie 2007
- 2007: The Opposite House
- 2009: White is for Witching
- 2011: Mr Fox
- 2014: Boy, Snow, Bird
- 2019: Gingerbread

### Sztuki
- 2014: Juniper's Whitening
- 2015: Victimese

### Zbiory opowiadań
- 2016: Krótka historia Stowarzyszenia Nieurodziwych Dziewuch i inne opowiadania (What Is Not Yours Is Not Yours), polskie wydanie 2018